# 1957 în literatură
Anul 1957 în literatură a implicat o serie de evenimente și cărți noi semnificative. 

## Cărți noi
- Isaac Asimov - Soarele gol

## Premii
- Premiul Nobel pentru Literatură: